# 广通汽车
珠海广通汽车有限公司（Zhuhai Guangtong Automobile Co.,Ltd.），简称广通汽车，车辆型号中的企业名称代号为GTQ。
广通汽车成立于1999年8月30日，于2002年分拆为广通客车和广通汽车。广通汽车目前是格力钛新能源（原银隆新能源，2021年8月格力电器收购其30.47%股权后成为其大股东）的全资子公司，是专业从事客车生产经营的股份制企业，总部坐落在珠海格力钛新能源产业园内，产品以新能源客车为主。

## 主要车型
- GTQ6111BEVBT1
- GTQ6111BEVBT20
- GTQ6121BEVBT
- GTQ6121BEVBT3
- GTQ6121BEVBT8
- GTQ6126BEVB20
- GTQ6131BEVST3
- GTQ6131BEVST6
- GTQ6131BEVST8
- GTQ6131BEVST9
- GTQ6186BEVBT3

## 图集

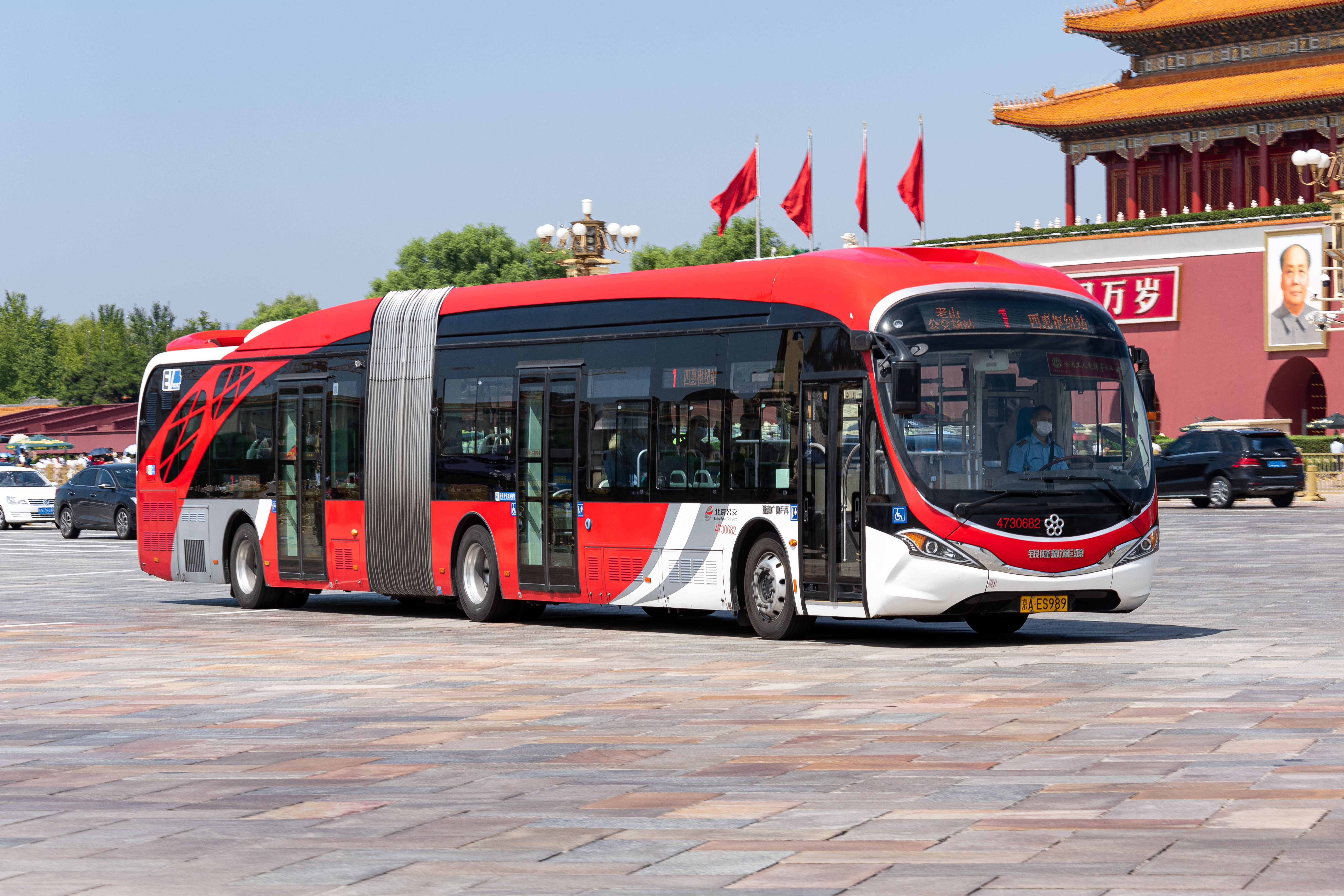
用于北京公交1路的GTQ6186BEVBT3型铰接城市客车
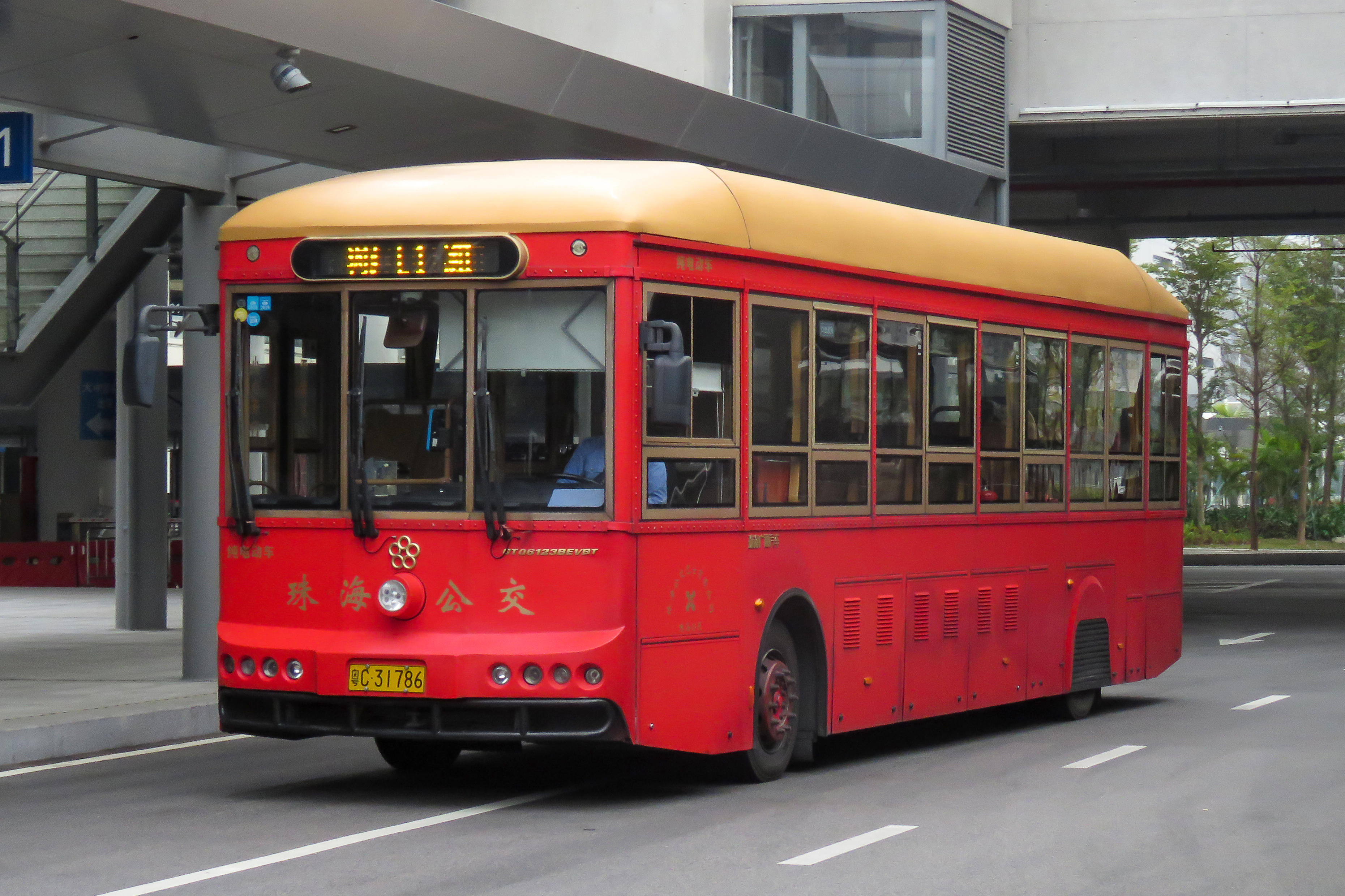
GTQ6123BEVBT型单层城市客车（仿古铛铛车）
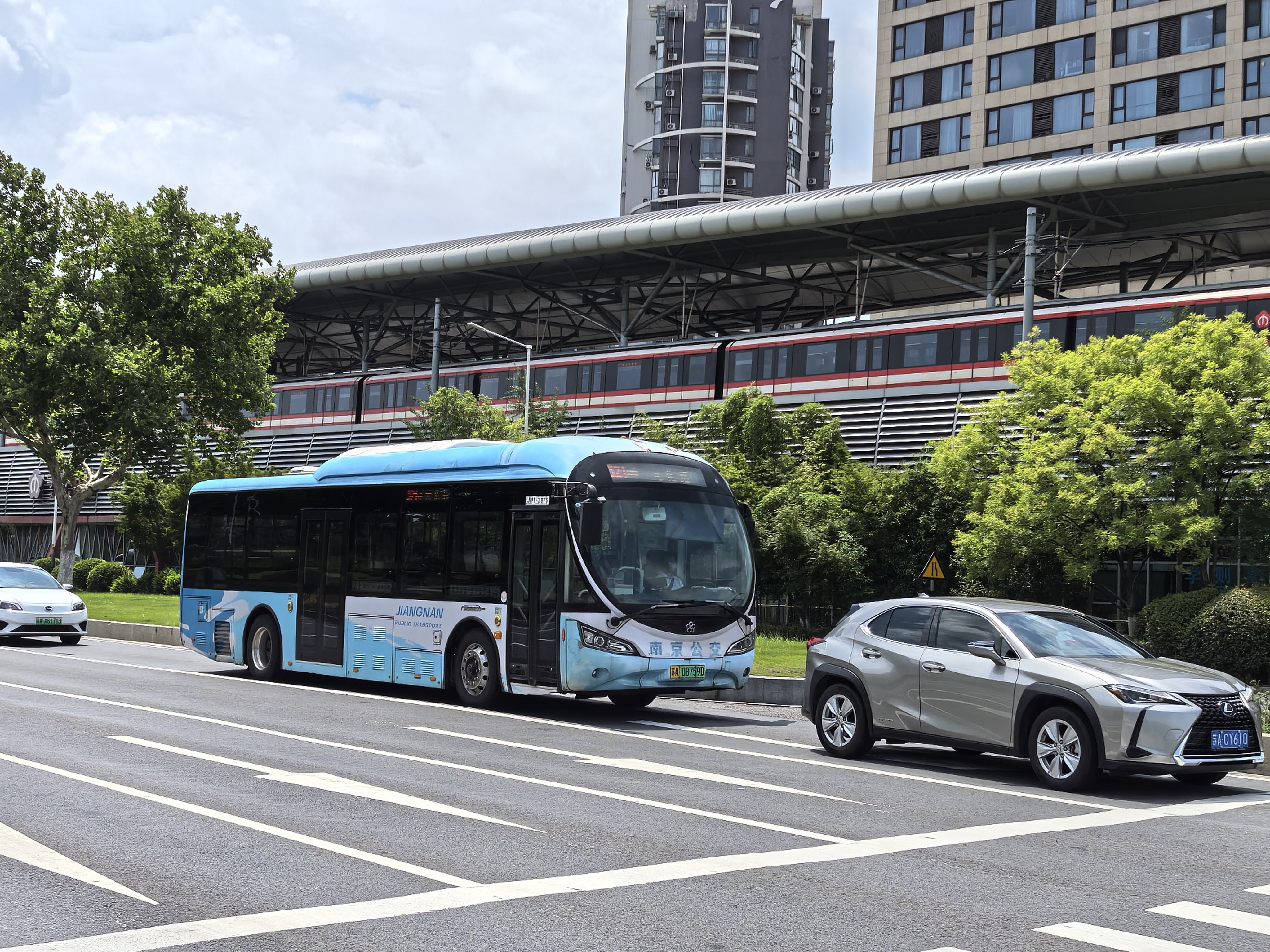
GTQ6111BEVBT1型单层城市客车
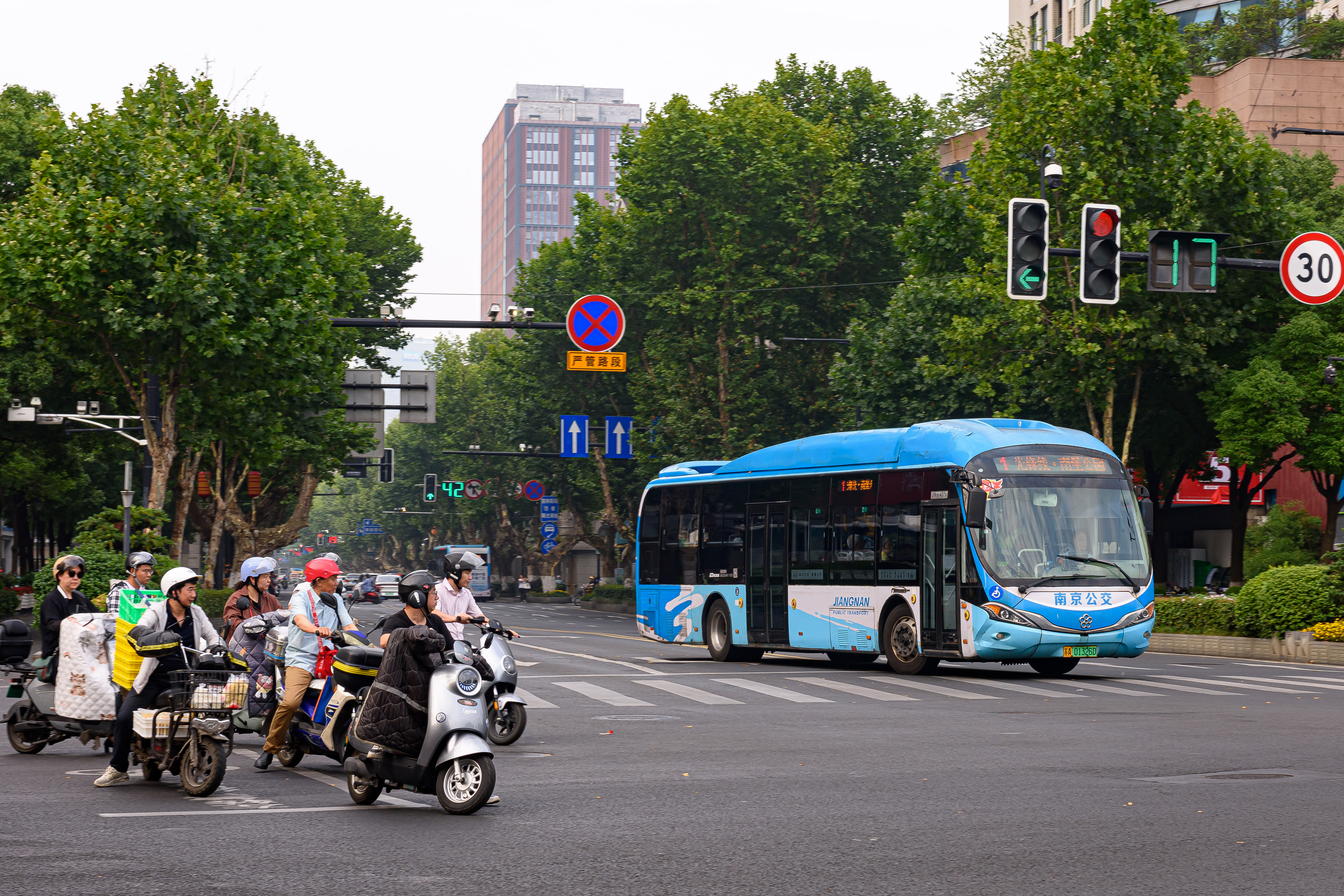
GTQ6126BEVB20型单层城市客车
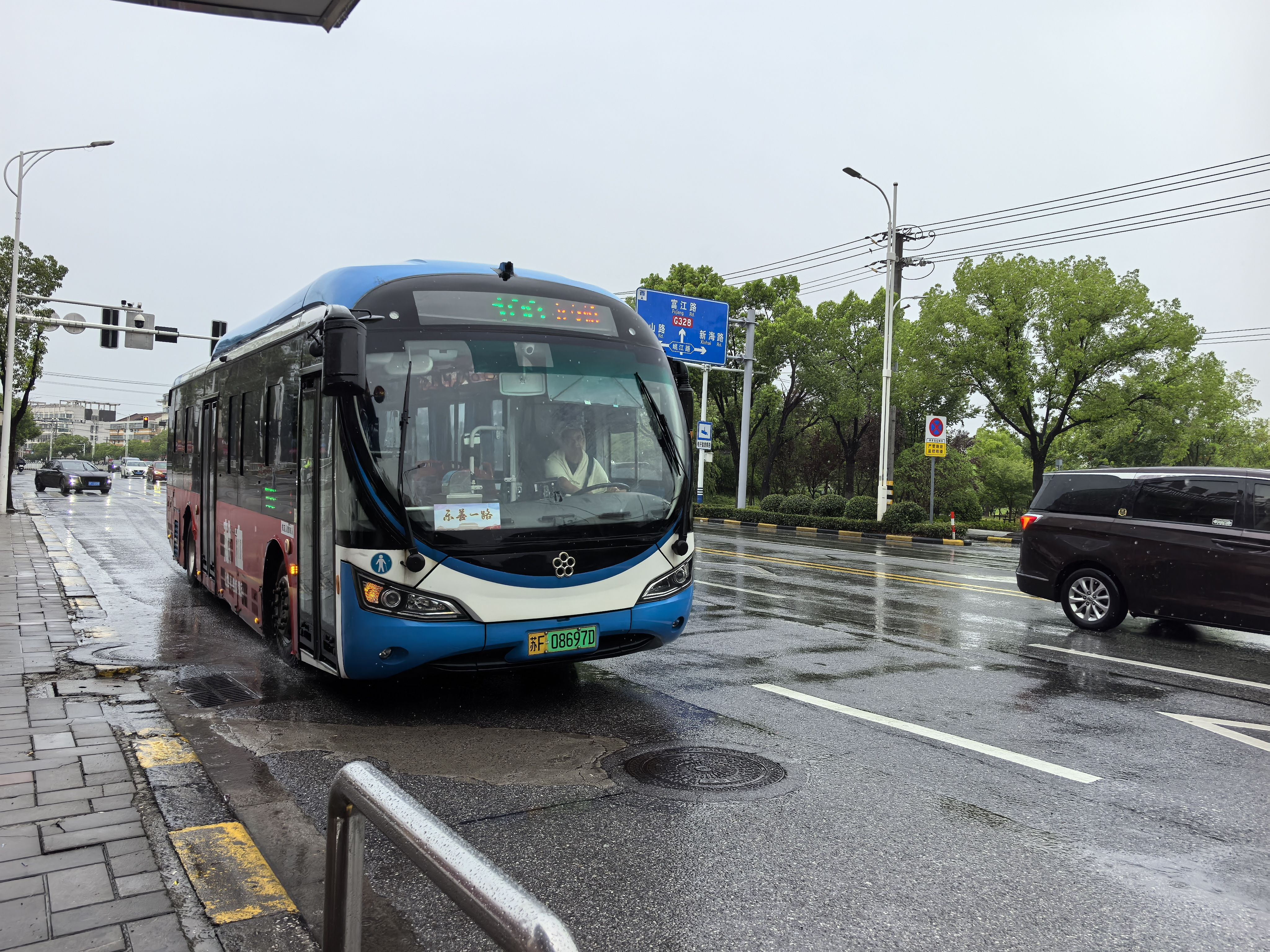
GTQ6111BEVBT20型单层城市客车
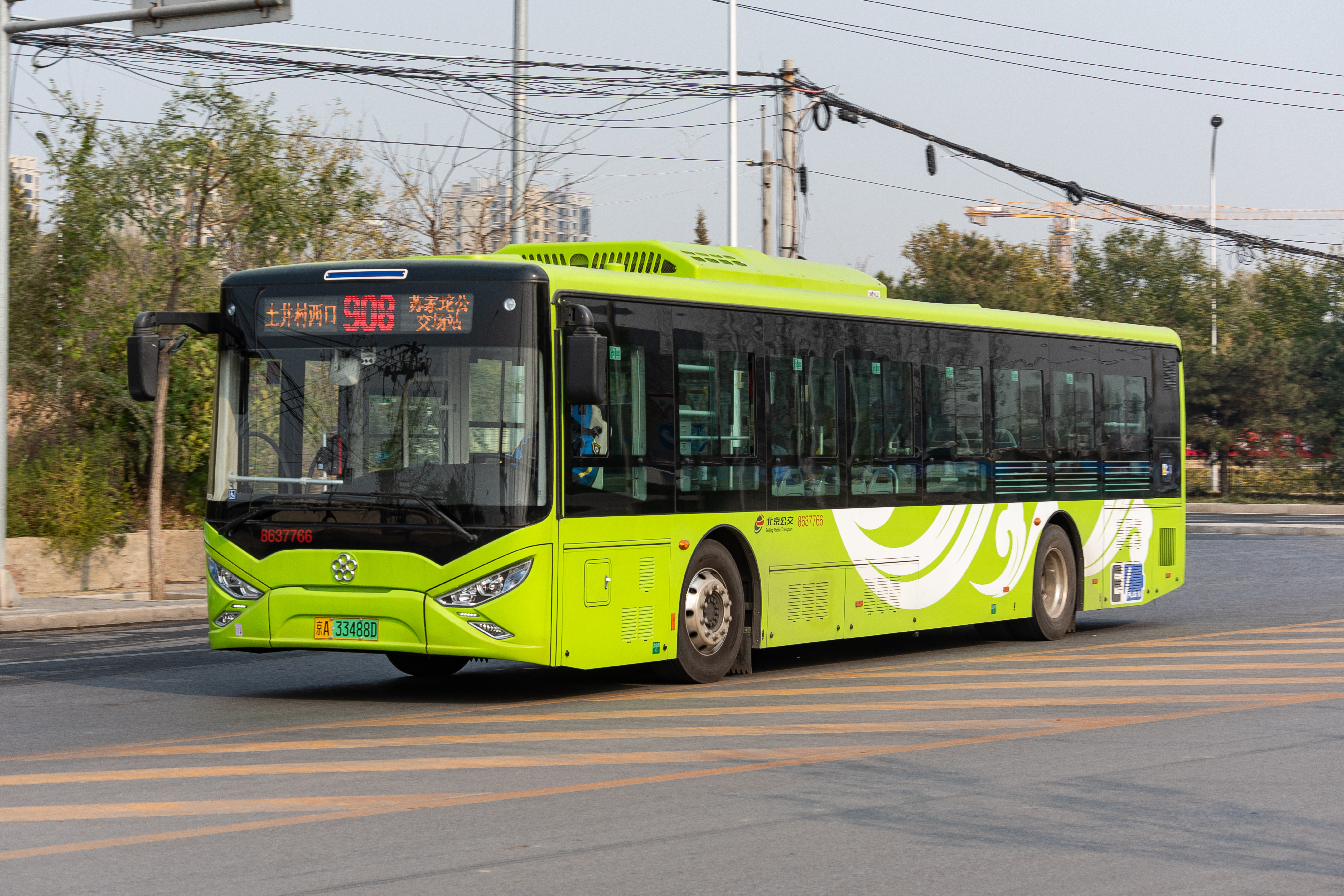
GTQ6121BEVBT21型单层城市客车
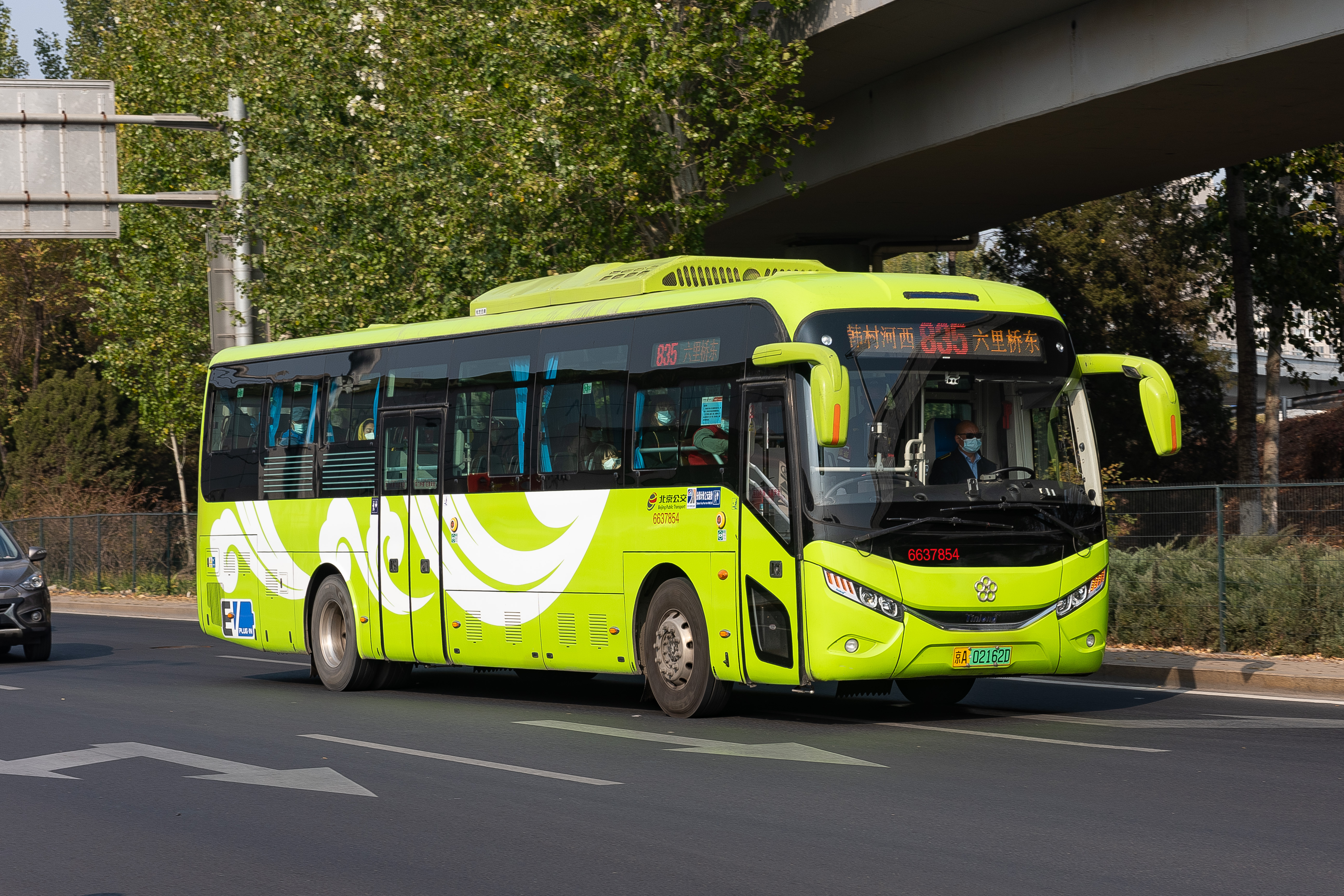
GTQ6129BEVB26型单层城市客车
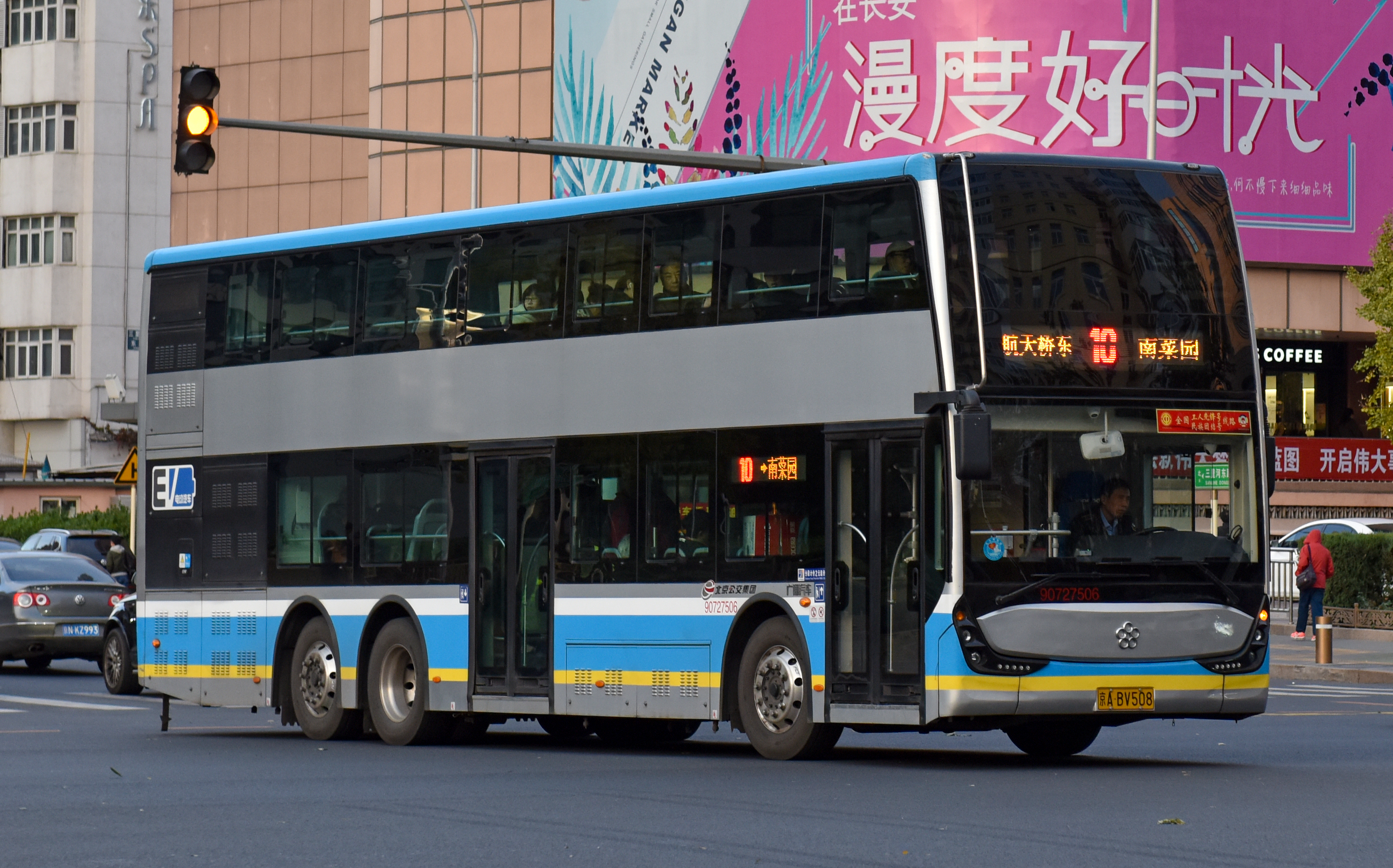
GTQ6131BEVST3型双层城市客车